# Xantokromism
För gulfärgning av ryggmärgsvätska, se xantokromi
| En xantokromistisk och en vanlig argentinsk horngroda. |  | En xantokromistisk och en vanlig argentinsk horngroda. |
| En xantokromistisk och en vanlig argentinsk horngroda. |  |                                                        |

Xantokromism (även xantism), av grekiskans xanthoʹs (ξανθός), som betyder "gul" och chrōʹma (χρώμα), som betyder "färg", är ett ovanligt pigmentfel hos djur som gör dem gula. Det beror på en genetisk defekt som resulterar i avsaknaden av rött pigment som då ersätts med gult. När ett djur drabbas av ett gult pigmentfel på grund av dieten kallas det flavism. Ibland används xantokromism även som ett samlingsnamn för alla former av pigmentförändringar som leder till att djuret blir gulare. Motsatsen till Xantokromism - det vill säga en brist eller total avsaknad av gult pigment - kallas axantism.
Under vintern 2002–2003 genomförde Cornell Lab of Ornithology en studie baserad på rapporter från folk med fågelmatare i USA. Av över 2,7 miljoner fåglar rapporterdes 249 som sjuka eller annorlunda färgade. Av dessa rapporterades 4% som xantokromistiska, vilket kan jämföras med 76% albinistiska och 1% melanistiska. I denna studie räknades alltså alla fåglar som uppvisade en onormalt gulare fjäderdräkt, som xantokromistiska - på samma sätt som alla som uppvisade en onormalt vit fjäderdräkt som albinistiska.
Fåglar som uppvisar xantokromism, speciellt inom avikultur där man avlar fram färgade mutationer av papegojor, kallas för "lutino". Bland vilda fåglar har xantokromism observerats hos bland annat karolinaspett, större hackspett, kea, Cyanoramphus-parakiter på Nya Zeeland, rödbröstad busktörnskata, grönsångare, långstjärtad skräddarfågel, gulärla, aftonstenknäck, grönfink, brunkindad skogssångare, scharlakanstangara, brokig kardinal och röd kardinal.